# August Anschütz
August Anschütz (* 9. Januar 1826 in Suhl; † 2. August 1874 in Bad Soden) war ein deutscher Rechtswissenschaftler.

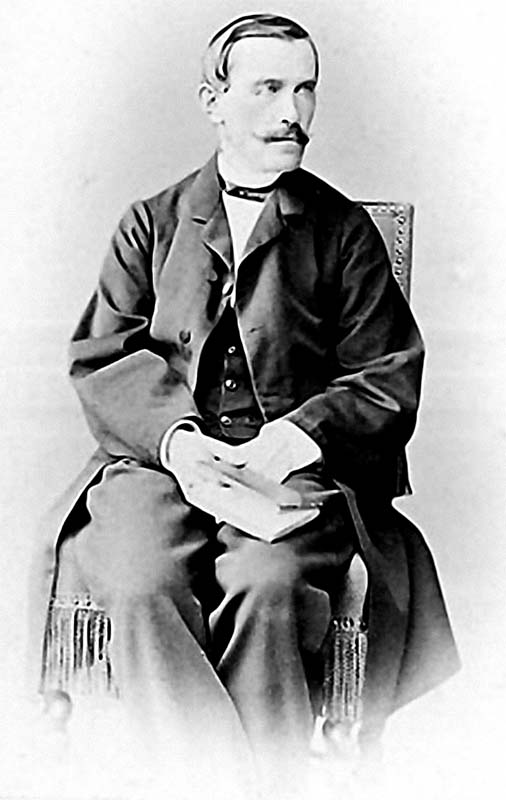
August Anschütz

## Leben
Der Sohn des Suhler Gewehrhändlers Friedrich Christian Anschütz (1790–1832) und dessen Frau Friederike Wilhelmine († 1826), Tochter des Suhler Gewehrfabrikanten Johann Heinrich Spangenberg, wurde nach dem frühen Tod seiner Eltern bei Verwandten untergebracht und besuchte die Landesschule Pforta. Im Anschluss begann er ein Studium der Rechtswissenschaften an der Universität Bonn und Berlin. Während seines Studiums wurde er 1844 Mitglied der Burschenschaft Fridericia Bonn.
Nachdem er 1848 an der Universität Heidelberg zum Doktor der Rechte promoviert wurde, absolvierte er eine Gelehrtenreise, die ihn an die französischen Universitäten führte. Zurückgekehrt nach Deutschland, habilitierte er sich 1851 an der Universität Bonn für französisches und deutsches Recht. 1855 wurde er in Bonn außerordentlicher Professor und 1859 ordentlicher Professor des deutschen Rechts an der Universität Greifswald. Ab 1862 war er ordentlicher Professor an der Universität Halle, wo er über deutsches Privatrecht, deutsche Rechtsgeschichte, Handelsrecht, Landwirtschaftsrecht und Staatsrecht Vorlesungen abhielt. 1865 verheiratete er sich mit Anna Volkmann, der Tochter des Hallenser Anatomen und Physiologen Alfred Wilhelm Volkmann und Schwester des ebenfalls später an der alma mater hallensis lehrenden Chirurgen Richard von Volkmann-Leander.
Er hatte sich auch an den organisatorischen Aufgaben der Hallenser Hochschule beteiligt und war 1872/73 Rektor der Alma Mater. Anschütz hatte an einem Brustleiden gelitten und begab sich daher zu einer Kur nach Bad Soden, wo er verstarb. Neben seiner als erfolgreich gerühmten Lehrtätigkeit entwickelte er eine ebensolche als Schriftsteller. Er hat die 5. Auflage von Karl Salomo Zachariaes Handbuch des französischen Zivilrechts herausgegeben (Heidelberg 1853). Er war seit 1864 Mitherausgeber des Archivs für die civilistische Praxis; beteiligt an der Kritischen Ueberschau, Band IV, VI, an der Kritische Vierteljahresschrift für Gesetzgebung und Rechtswissenschaft, Band I, II, VI, sowie Goldschmidts Zeitschrift für das gesamte Handelsrecht.
Von seinen zwei Söhnen, aus seiner 1865 geschlossenen Ehe mit Anna († 1901), der Tochter des Mediziners Alfred Wilhelm Volkmann, hatte Gerhard Anschütz ebenfalls als Jurist Bedeutung erlangt.

## Werke
- (Hrsg.) Die Lombarda-Commentare des Ariprand und Albertus: Ein Beitrag zur Geschichte des germanischen Rechts im zwölften Jahrhundert. Mohr, Heidelberg 1855 (Digitalisat).
- Ueber die Erbfolge in die neu-vorpommerschen und rügenschen Lehngüter. Buchhandlung des Waisenhauses, Berlin 1860; 2., vermehrte Auflage 1864 (Digitalisat).
- (Hrsg.) Summa legis Longobardorum: Longobardisches Rechtsbuch aus dem XII. Jahrhundert. Buchhandlung des Waisenhauses, Halle 1870 (Digitalisat).
- (mit Otto von Völderndorff und Waradein) Kommentar zum allgemeinen deutschen Handelsgesetzbuche mit Ausschluß des Seerechts. 3 Bände. Palm & Enke, Erlangen 1868–1874.
- (als Herausgeber) Karl Salomo Zachariä von Lingenthal: Handbuch des Französischen Civilrechts. 4 Bände. 5., vermehrte, die nachgelassenen Zusätze des Verfassers enthaltende und bis auf die neueste Zeit fortgeführte Auflage. Akademische Buchhandlung von Ernst Mohr, Heidelberg 1853 (Digitalisate: Band 2, Band 3).